# Udenus
Udenus is een geslacht van rechtvleugeligen uit de familie grottensprinkhanen (Rhaphidophoridae). De wetenschappelijke naam van dit geslacht is voor het eerst geldig gepubliceerd in 1900 door Brunner von Wattenwyl.

## Soorten
Het geslacht Udenus omvat de volgende soorten:
- Udenus fasciatus Ander, 1938
- Udenus pictus Ander, 1932
- Udenus w-nigrum Brunner von Wattenwyl, 1900